# Erymophyllum
Erymophyllum là một chi thực vật có hoa trong họ Cúc (Asteraceae).

## Loài
Chi Erymophyllum gồm các loài: